# Коинко
Коинко (исп. Coínco) — посёлок в Чили. Административный центр одноимённой коммуны. Население — 4102 человек (2002). Посёлок и коммуна входит в состав провинции Качапоаль и области Либертадор-Хенераль-Бернардо-О’Хиггинс.

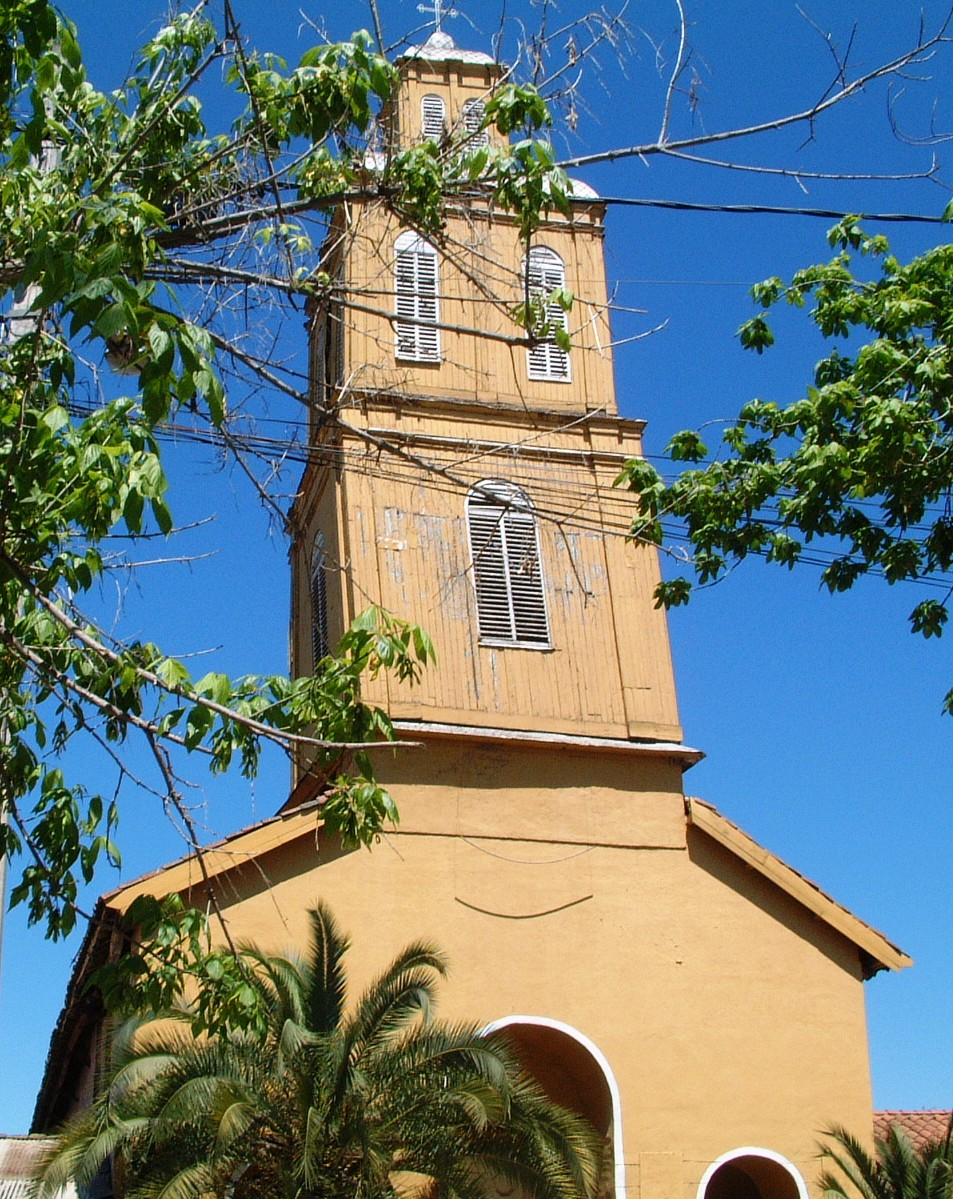
Церковь Коинко.

Территория — 98 км². Численность населения — 7 359 жителя (2017). Плотность населения — 75,1 чел./км².

## Расположение
Посёлок расположен в 25 км на юго-запад от административного центра области города Ранкагуа.
Коммуна граничит:
- на северо-востоке — c коммуной Оливар
- на востоке — с коммуной Рекиноа
- на юго-востоке — c коммуной Ренго
- на юге — c коммуной Кинта-де-Тилькоко
- на юго-западе — c коммуной Сан-Висенте-де-Тагуа
- на северо-западе — c коммунами Доньиуэ, Кольтауко

## Демография
Согласно сведениям, собранным в ходе переписи 2017 г  Национальным институтом статистики (INE),  население коммуны составляет:
| Полное население                          | Полное население                          | Полное население                          | Полное население                          | Полное население                          | 7 359 |
| ----------------------------------------- | ----------------------------------------- | ----------------------------------------- | ----------------------------------------- | ----------------------------------------- | ----- |
| в том числе:                              | Городское население                       | 3 424                                     | Процент городского населения, %           | 46,53                                     |       |
|                                           | Сельское население                        | 3 935                                     | Процент сельского населения, %            | 53,47                                     |       |
|                                           | Мужское население                         | 3 729                                     | Процент мужского населения, %             | 50,67                                     |       |
|                                           | Женское население                         | 3 630                                     | Процент женского населения, %             | 49,33                                     |       |
| Плотность населения, чел/км²              | Плотность населения, чел/км²              | Плотность населения, чел/км²              | Плотность населения, чел/км²              | Плотность населения, чел/км²              | 75,1  |
| Население коммуны в % к населению области | Население коммуны в % к населению области | Население коммуны в % к населению области | Население коммуны в % к населению области | Население коммуны в % к населению области | 0,80  |

| Динамика изменения населения коммуны | Динамика изменения населения коммуны | Динамика изменения населения коммуны | Динамика изменения населения коммуны |
| ------------------------------------ | ------------------------------------ | ------------------------------------ | ------------------------------------ |
| 1992                                 | 2002                                 | 2012                                 | 2017                                 |
| 5823                                 | 6385▲                                | 6733▲                                | 7359▲                                |

## Важнейшие населенные пункты[4]
| № | Населённый пункт     | Населённый пункт (исп.) | Категория | Население чел. (2002) | На карте                        |
| - | -------------------- | ----------------------- | --------- | --------------------- | ------------------------------- |
| 1 | Коинко (вкл.Копекен) | Coinco (incl.Copequen)  | город     | 4102                  | 34°16′09″ ю. ш. 70°57′16″ з. д. |
| 2 | Копекен              | Copequen                | поселок   | —                     | 34°14′54″ ю. ш. 70°55′30″ з. д. |
| 3 | Эль-Руло             | El Rulo                 | поселок   | 615                   | 34°18′25″ ю. ш. 71°01′10″ з. д. |
| 4 | Ла-Вега              | La Vega                 | поселок   | 280                   | 34°15′18″ ю. ш. 70°55′17″ з. д. |
| 5 | Эль-Кристо           | El Cristo               | поселок   | 203                   | 34°18′38″ ю. ш. 70°59′48″ з. д. |
| 6 | Лос-Ахос             | Los Ajos                | поселок   | 198                   | 34°17′31″ ю. ш. 71°00′06″ з. д. |
| 7 | Мильяуэ              | Millahue                | поселок   | 192                   | 34°18′54″ ю. ш. 71°03′26″ з. д. |
| 8 | Эль-Кахон            | El Cajón                | поселок   | 151                   | 34°15′01″ ю. ш. 70°53′32″ з. д. |